# Gautier de Rosières
Gautier de Rosières († vers 1273) est baron d'Akova au XIIIe siècle.

## Biographie
Gautier de Rosière est un chevalier franc qui participe à la quatrième croisade.
Il arrive vers 1209 dans le Péloponnèse afin de soutenir Geoffroi Ier de Villehardouin, prince d'Achaïe. Il y établit la forteresse de Mathe-Griffon (qui signifie Matte-Grec, griffon étant un mot utilisé par les Francs pour désigner les Grecs), et devient le premier baron d'Akova.
Il meurt vers 1273 sans enfant et a pour héritière sa nièce Marguerite de Nully, fille de sa sœur et de Jean de Nully, premier baron de Passavant et maréchal héréditaire d'Achaïe.

## Mariage et enfants
Il meurt probablement sans avoir contracté d'union ni avoir eu de postérité. À sa mort, il a comme héritière Marguerite de Nully, fille de sa sœur et de Jean de Nully.

## Source
- Chronique de Morée